# Robin Koch
Robin Koch (Kaiserslautern, 17 de julio de 1996) es un futbolista alemán que juega de defensa en el Eintracht Fráncfort de la 1. Bundesliga de Alemania. Es internacional con la selección de fútbol de Alemania.
Es hijo del exfutbolista Harry Koch.

## Trayectoria
Jugó en el Eintracht Trier de la cuarta división con 18 años, antes de fichar por el Kaiserslautern al año siguiente. En la temporada 2016-17 jugaba con el primer equipo en la 2. Bundesliga, antes de fichar por el Friburgo.
En 2020 el Leeds United, equipo entrenado por Marcelo Bielsa, y recién ascendido a la Premier League, lo fichó por 13 millones de euros. En tres temporadas participó en 77 partidos antes de regresar a Alemania en julio de 2023 para jugar en el Eintracht Fráncfort como cedido. Siguió en el club al finalizar la cesión y, coincidiendo con la expiración de su contrato, firmó por tres años.

## Selección nacional
Fue internacional con la selección de fútbol sub-21 de Alemania con la que disputó la Eurocopa Sub-21 de 2019, disputando la final frente a la selección española, donde cayeron derrotados.
El 7 de octubre de 2019 fue convocado por primera vez con la absoluta para el amistoso ante Argentina y el partido de clasificación para la Eurocopa 2020 ante Estonia. El 9 de octubre se produjo su debut en el encuentro ante Argentina que finalizó en empate a dos.

### Participaciones en Eurocopas
| Copa          | Sede     | Resultado        | Partidos | Goles |
| ------------- | -------- | ---------------- | -------- | ----- |
| Eurocopa 2020 | Europa   | Octavos de final | 0        | 0     |
| Eurocopa 2024 | Alemania | Cuartos de final | 0        | 0     |

## Clubes
| Club                         | País       | Año       |
| ---------------------------- | ---------- | --------- |
| Eintracht Trier              | Alemania   | 2014-2015 |
| 1. F. C. Kaiserslautern II   | Alemania   | 2015-2016 |
| 1. F. C. Kaiserslautern      | Alemania   | 2016-2017 |
| S. C. Friburgo               | Alemania   | 2017-2020 |
| Leeds United F. C.           | Inglaterra | 2020-2024 |
| Eintracht Fráncfort (cedido) | Alemania   | 2023-2024 |
| Eintracht Fráncfort          | Alemania   | 2024-     |